# Granja-Escuela de Fortianell
La Granja-Escuela de Fortianell fue inaugurada el año 1854 promovida por Narcís Fages de Romà y patrocinada por la Diputación de Gerona. Es una granja-escuela de agricultura, con 125 hectáreas de terreno, que a comienzos del siglo XX pasó a ser regida por los hermanos de las Escuelas Cristianas. Se encuentra en Fortianell, pueblo del término de Fortiá (Alto Ampurdán), al oeste de la cabeza del municipio.
La creación de esta granja, respondía a que, «en España, aparte la presencia de varios ingenieros agrónomos en los servicios provinciales, durante el S XIX la acción estatal para la implantación y difusión de una agricultura científica fue prácticamente inexistente. Como en otros lugares, dependió en buena medida de las asociaciones de los propios agricultores, o bien de organismos locales y provinciales», como la Sociedad de Agricultura del Ampurdán, fundada por el mismo Narcís Fages de Romà.